# Idol (Corea del Sud)
In Corea del Sud, l'idol (아이돌?, a-idolLR) è un artista musicale K-pop generalmente rappresentato da un'agenzia di talenti, la quale ne predispone l'esordio nel mondo dello spettacolo dopo un periodo di preparazione in discipline come canto (e/o rap) e danza.

## Storia

### 1930-1990: i primi gruppi vocali

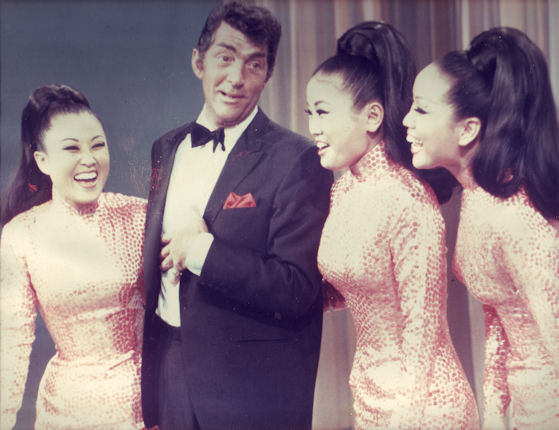
Le Kim Sisters con Dean Martin.

I gruppi vocali in attività in Corea tra gli anni 1930 e gli anni 1950, che cantavano e si esibivano contemporaneamente, sono considerati i progenitori degli idol: sotto questo aspetto, il primo girl group furono le Jogori Sisters, che debuttarono intorno al 1939, mentre il primo gruppo maschile furono gli Arirang Boys. La popolarità delle Kim Sisters tra il 1950 e il 1970 portò alla formazione di numerosi gruppi di "sorelle" che ottennero un certo successo, come Eunbangul Jamae (1954), Hyun Sisters e Jung Sisters (metà anni '50), Lee Sisters (1962), Lily Sisters (1969), Barney Girls (1971) e Gungbo Jamae (1981), tuttavia erano ancora lontani dal concept di idol che sarebbe stato in seguito associato alla hallyu e al K-pop.

### Anni 1990: la prima generazione di idol
La storia della musica degli idol iniziò nei primi anni 1990. In un periodo in cui la scena musicale era dominata da solisti che cantavano ballad e soft pop, i Seo Taiji and Boys sfondarono con Nan Arayo ("Io so"), una canzone dance con parti rap e una coreografia. Questo stile – poi noto come "rap dance" – è considerato il fondamento della musica degli idol odierna. La musica house e techno venne combinata alle melodie tradizionali, creando la cosiddetta "musica dance della nuova generazione", che divenne di tendenza tra i giovani e che gli idol avrebbero in seguito ereditato.
Nel 1989 la SM Entertainment scritturò Hyun Jin-young, un noto ballerino, e lo lanciò come suo primo cantante. L'arresto di Hyun nel 1993 per uso di metanfetamine lasciò la compagnia in difficoltà finanziarie e la portò a cercare un nuovo sistema di produzione degli artisti. Rifacendosi al modello dell'idol pop americano reso popolare dalla Motown Records, l'azienda ideò una strategia che prevedeva la selezione di giovani aspiranti attraverso delle audizioni, la loro formazione non solo in canto e ballo, ma anche in etichetta, comportamento, lingua e gestione dei media, e il recupero del capitale investito per farli debuttare in un secondo momento, attraverso esibizioni e vendite di dischi. Con questo sistema, nel 1996 la SM Entertainment introdusse sul mercato il primo gruppo idol, gli HOT. I gruppi idol della "prima generazione" consistevano tipicamente di cinque persone, a ciascuna delle quali era assegnato un ruolo tra voce principale, voce secondaria, ballerino e rapper. Sul palco cantavano eseguendo una coreografia unificata chiamata gunmu (군무?), più difficile dei balli dance già esistenti, ma che comprendeva allo stesso tempo una sequenza di passi più semplice (포인트 안무?, po-inteu anmuLR; lett. "point coreography") che gli adolescenti potessero facilmente replicare. I dischi venivano promossi da due o tre canzoni, aventi le definizioni di "title song" (타이틀곡?, ta-iteul gokLR) la prima e "canzoni successive" (후속곡?, husok gokLR) le altre, per ciascuna delle quali veniva girato un video musicale che mostrasse le attrattive di ciascun membro del gruppo. Dopo alcuni mesi di pausa, durante i quali veniva registrato il nuovo disco, le attività promozionali si ripetevano da capo. Questo ciclo di attività sarebbe poi stato adottato da tutte le successive generazioni di idol, prendendo il nome di "comeback".
Gli idol della prima generazione appartenevano principalmente a SM Entertainment e DSP Media. La prima tendeva a lanciare artisti con un'immagine misteriosa, mentre la seconda preferiva che si attenessero ad una più realistica. I gruppi spesso presentavano delle somiglianze e competevano tra loro: sia gli HOT della SM che i Sechs Kies della DSP debuttarono con canzoni dal testo socialmente critico e divennero popolari ballando pezzi di genere dance; gli Shinhwa della DSP comunicarono un'immagine sexy e mascolina, ma contemporaneamente crearono un legame spontaneo con i loro fan, e anche i GOD della JYP Entertainment costruirono un'identità amichevole apparendo in programmi d'intrattenimento e cantando brani nei quali i loro fan potessero ritrovarsi. Inizialmente le SES della SM e le Fin.K.L della DSP adottarono come immagine quella di ragazze carine e innocenti. Baby VOX e Diva ottennero invece la popolarità presentandosi come donne forti.

### Anni 2000: la seconda generazione di idol
Con l'arrivo degli anni 2000, gli idol persero la loro popolarità. Poiché si concentravano sulle coreografie, cantavano spesso in playback e il pubblico se ne accorgeva. Inoltre emersero delle controversie sui termini contrattuali e sulla spartizione dei profitti tra compagnie e idol, mentre le promozioni musicali restavano ancorate ai canali televisivi tradizionali nonostante il mercato musicale si stesse evolvendo verso la musica digitale e aprendo a Internet. Alla fine i gruppi si sciolsero: i Sechs Kies nel 2000, gli HOT nel 2001 e le SES nel 2002, anno in cui anche le Fin.K.L annunciarono una pausa. Salirono invece alla ribalta solisti idol come BoA, Rain e Seven e cantanti quali Kangta, Moon Hee-joon, Bada, Ock Joo-hyun e Lee Hyo-ri. Nuovi gruppi continuarono comunque a debuttare, ma non divennero di tendenza come i loro predecessori. Nel 2007, tuttavia, la canzone Tell Me dal primo album delle Wonder Girls, The Wonder Years, divenne talmente popolare da generare una vera e propria "sindrome" nazionale, rilanciando il fenomeno degli idol e facendo coniare la locuzione "seconda generazione di idol". Anche i gruppi che avevano esordito prima di loro, come i TVXQ del 2004, gli SS501 e i Super Junior del 2005 e i Big Bang del 2006, riscossero così maggior successo.
I gruppi idol della seconda generazione erano composti da sei o più persone ed erano caratterizzati dalla presenza di "gruppi nel gruppo" chiamati "unit" (유닛?, yunitLR), formati soltanto da alcuni dei loro membri. Per cercare di evitare i problemi riscontrati con la prima generazione di idol, le agenzie iniziarono a gestire gli aspiranti idol più scrupolosamente, valutando con regolarità i loro progressi in ballo e canto e rescindendone i contratti se non riscontravano miglioramenti o se peggioravano. La musica era caratterizzata principalmente da canzoni contenenti hook e ritornelli brevi, e poteva essere deliberatamente composta in modo simile al pop occidentale per attrarre il pubblico internazionale. La digitalizzazione del mercato rese necessario che i dischi fossero pubblicati frequentemente per mantenere viva l'attenzione e massimizzare i profitti, così singoli ed EP divennero più in voga degli album in studio poiché contenevano meno tracce. Mentre gli idol della prima generazione avevano adottato un'immagine più misteriosa, quelli della seconda generazione iniziarono a comparire nei programmi d'intrattenimento per costruirsi una "immagine amichevole giù dal palco" che contrastasse con quella mostrata durante le esibizioni e ampliare la propria platea di fan. La strategia si dimostrò efficace, portando alla comparsa degli "uncle fan" (삼촌팬?, samchon paenLR), una porzione di fandom composta da uomini tra i 30 e i 40 anni, e all'aumento del numero di fan femminili dei girl group.
Con la diversificazione della musica e dei concept, la rivalità tra idol declinò. Le Wonder Girls, le Girls' Generation e le Kara ereditarono dalle Fin.K.L e dalle SES l'immagine della donna desiderabile dagli uomini, le Brown Eyed Girls furono popolari tra entrambi i sessi, mentre le 4Minute, le 2NE1, le f(x) e le Miss A fecero propria l'immagine forte e indipendente che era stata delle Baby Vox e delle Diva. Sistar, Girl's Day e AOA adottarono concept sexy, mentre le Apink innocenti. I TVXQ catturarono l'attenzione per produrre album diversi di Paese in Paese, gli SS501 e i Super Junior, invece, per la naturalezza delle loro apparizioni nei varietà televisivi; gli Shinee costruirono un'immagine giovanile, mentre i 2PM una molto mascolina che venne definita da "idol bestiale". Gli FT Island e i CNBLUE furono esempi di complessi musicali composti da idol.

### Anni 2010: la terza generazione di idol

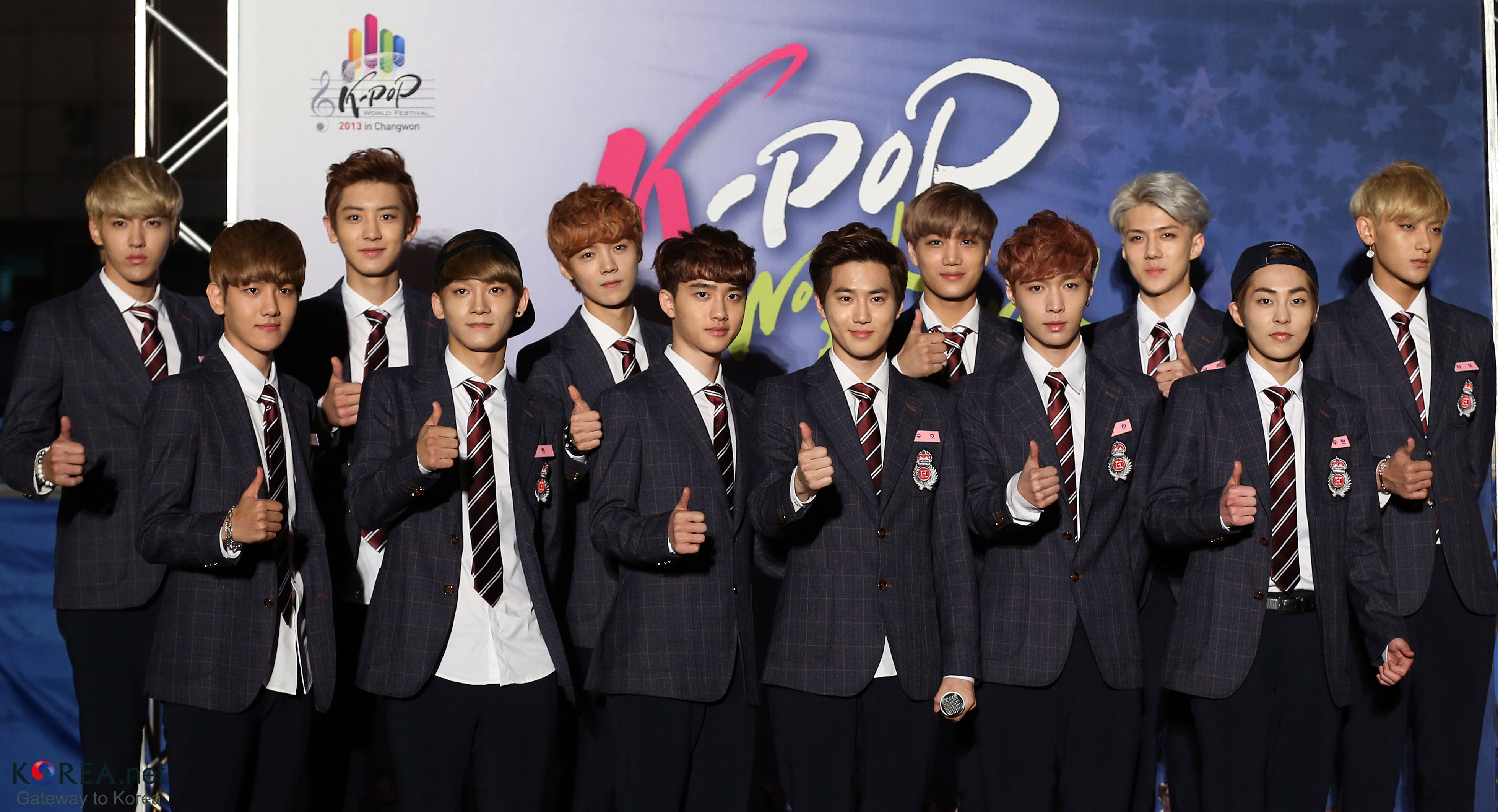
Gli Exo, primo gruppo della terza generazione, nel 2013.

ll debutto della boy band Exo nel 2012 avviò la terza generazione di idol maschili. L'inizio della terza generazione di quelli femminili avvenne invece nel 2014, quando, in accordo con i termini contrattuali stabiliti nel 2009 dalla Fair Trade Commission, che prevedevano un contratto tra idol e agenzia di durata non superiore a sette anni, i girl group della seconda generazione iniziarono a sciogliersi. Taluni effettuano un'ulteriore distinzione, collocando i gruppi femminili che esordirono tra il 2010 e il 2014 in una "generazione 2.5".
La strategia degli idol per familiarizzare con il pubblico si raffinò e diversificò grazie alla diffusione dei media digitali, che permisero la creazione di contenuti auto-prodotti su YouTube, Afreeca TV e V Live oltre alle apparizioni nei programmi d'intrattenimento tradizionali. In particolare gli idol group maschili guadagnarono notevole seguito grazie a YouTube, attirando appassionati dal differente background culturale. Uno dei fattori che permise agli idol sudcoreani di affacciarsi con successo al mercato internazionale fu la loro versatilità e promiscuità culturale, esemplificata dalle caratteristiche della musica K-pop che tendenzialmente mischia R&B, dance e hip-hop.
Anche l'interazione sui social media permise agli idol di avvicinarsi ulteriormente ai propri fan. Le agenzie adottarono una strategia di "localizzazione" fuori dalla Corea, non limitandosi a mandare i propri artisti all'estero ad esibirsi o a pubblicare i dischi anche in altri mercati come fatto in precedenza, ma includendo nei propri gruppi membri di nazionalità non coreana e cantando in altre lingue. In televisione spopolarono i programmi "di sopravvivenza", talent show musicali con numerosi concorrenti che diedero vita a nuovi gruppi come I.O.I e Wanna One. Dalla metà del decennio, sempre più idol della seconda generazione, oltre ad alcuni della terza, utilizzarono le pause dei propri gruppi di appartenenza per pubblicare opere soliste.
La terza generazione di idol adottò concept più dettagliati e sofisticati per soddisfare i gusti personali dei fan. Diversi girl group si rivolsero al pubblico femminile, che stava mostrando un interesse crescente per loro sin dai tempi delle Wonder Girls. Le Mamamoo, ad esempio, si vestirono da ragazzi nel video musicale di Um Oh Ah Yeh, ottenendo un ampio fandom femminile. Le Lovelyz mostrarono come le ragazze vedessero se stesse, piuttosto che l'immagine della donna attraverso gli occhi di un uomo, mentre le GFriend rimandarono all'immagine della "gioventù salutare" e innocente di SES, Fin.K.L e Girls' Generation.

## Caratteristiche e cultura
In Corea, "idol" fonde i concetti di teen idol occidentale (ovverosia un cantante, attore o atleta idolatrato dagli adolescenti) e di idol giapponese, presentando caratteristiche più simili al secondo, e tende a riferirsi a cantanti dance popolari soprattutto tra i giovani. Vox li ha paragonati come modello ai giovani artisti lanciati dalla Disney. Gli idol sono "celebrità multiuso" che, oltre a cantare, appaiono negli show musicali settimanali, nei reality show e nei programmi d’intrattenimento sulle principali reti televisive, o lavorano come attori in drama televisivi e film. Mentre per gli idol giapponesi la carriera musicale è solo un aspetto della loro attività di intrattenitori, gli idol sono identificati come "cantanti bravi a cantare e ballare" piuttosto che come "attori" o "celebrità" anche se appaiono in telefilm e programmi televisivi per farsi pubblicità. I primi gruppi idol composti da ragazzi o ragazze vennero creati dopo l'enorme popolarità riscossa tra gli adolescenti dai Seo Taiji and Boys negli anni novanta. Secondo un punto di vista, l'apparizione degli idol è stata resa possibile dalla relativa libertà dell'ambiente lavorativo sudcoreano, che ha permesso la stipula dei contratti anche da parte dei minorenni.
Gli idol debuttano durante l'adolescenza o i primi vent'anni, normalmente in gruppi. A causa del rapido evolvere delle tendenze, un gruppo popolare resta in attività per un periodo piuttosto breve – mediamente da cinque a sette anni – prima di sciogliersi alla scadenza del proprio contratto e cercare un'altra agenzia che si occupi delle sue attività soliste successive, che possono includere moda, recitazione, produzione o partecipazione a musical. I gruppi sconosciuti vengono frequentemente sciolti dopo meno di un anno dal debutto. Secondo The Vancouver Observer lo stereotipo di idol è "incredibilmente giovane, di bell'aspetto e capace di mantenere un tono melodrammatico".

### Formazione
Gli idol vengono formati attraverso il "sistema degli apprendisti" (o "trainee", in coreano 연습생?, yeonseupsaengLR), reso popolare alla fine degli anni 1990 dal fondatore della SM Entertainment, Lee Soo-man. La SM è stata definita la prima compagnia che abbia reso le band dei marchi pubblicitari e trasformato in merce l'artista stesso. Questa tecnica ha generato un'attenzione di massa all'estero, aiutando la diffusione della hallyu, espandendo la platea di fan e producendo i profitti necessari al funzionamento delle compagnie, ed è perciò diventata un elemento centrale e distintivo nella gestione degli idol. Secondo l'amministratore delegato del ramo del sud-est asiatico della Universal Music, essa è unica al mondo, mentre The Verge l'ha descritta come "possibilmente uno dei sistemi più estremi di pre-confezionamento dei gruppi pop", simile ai processi di formazione di The Monkees, Sex Pistols e New Edition.
Il percorso per diventare idol comincia con delle audizioni indette da agenzie di talenti a cui ogni anno partecipano centinaia di persone nella speranza di entrare nello show business. Coloro che superano le varie fasi dei provini, o che vengono scritturati per strada o nelle scuole di ballo, hanno la possibilità di firmare un contratto a lungo termine e ricevere una preparazione artistica che dura da pochi mesi a diversi anni, e che comprende lezioni di canto, danza e lingue straniere, in particolare giapponese, cinese e inglese, dato che la musica pop coreana possiede un largo seguito anche all'estero. Non c'è un limite d'età per diventare apprendista, come non c'è limite al periodo che si può trascorrere come tale. Capita che alcuni inizino il loro percorso all'età di 9 o 10 anni. La preparazione si svolge in concomitanza con il periodo di formazione didattica, quindi non è raro che gli apprendisti convivano e condividano la stessa routine fatta di lezioni scolastiche mattutine e lezioni preparatorie alla sera, mentre altri preferiscono ritirarsi dalle attività scolastiche per dedicare tempo ed energie al raggiungimento dell'obiettivo di diventare idol. Se inserito in un gruppo, all'idol viene assegnato un ruolo specifico tra voce principale, voce secondaria, ballerino e rapper. I gruppi di solito hanno un leader (spesso il membro più anziano o con maggior esperienza), che parla a nome di tutti e fa da mediatore tra gli interessi del team e quelli della compagnia; comune è anche l'uso del termine maknae (막내?, mangnaeLR), che nella lingua coreana corrente identifica il componente più giovane in qualsivoglia gruppo di persone.
Poiché una personalità sincera e umile è considerata importante dalle agenzie e chi causa problemi per via del proprio comportamento può essere licenziato, gli apprendisti idol seguono diverse lezioni di morale, imparando come rivolgersi al pubblico e quale comportamento tenere in televisione, oltre a questioni di carattere storico, politico e culturale, psicologia, salute mentale ed educazione sessuale.
Le attività di scouting e formazione di un idol comportano alle agenzie costi ragguardevoli: per esempio, le spese di preparazione di un singolo membro del gruppo Girls' Generation si sono aggirate sui 3 miliardi di won (circa 2,6 milioni di dollari).

### Condizioni contrattuali
In seguito alla causa legale tra la boy band TVXQ e la SM Entertainment per superlavoro, nel 2009 la Korean Fair Trade Commission introdusse dei contratti standardizzati non più lunghi di sette anni dando maggiori diritti agli idol nei rapporti con le loro agenzie. Nel 2014 venne approvata una legge che regolasse l'industria musicale, proteggendo gli idol sotto i diciannove anni da pratiche lavorative dannose ed esibizioni apertamente sessualizzate, garantendo loro «i diritti fondamentali di imparare, riposare e dormire», stabilendo che l'incapacità delle agenzie di attenersi alle regole potesse portare a una multa di importo equivalente a Template:Formatum:10000 dollari. Il 7 marzo 2017, la KFTC approvò nuove regole contro condizioni di lavoro e termini ingiusti, prima delle quali agli apprendisti di otto compagnie (SM, YG, JYP, Loen, FNC, Cube, Jellyfish Entertainment e DSP Media) non era concesso cercarne un'altra durante il periodo di formazione, e il loro contratto poteva essere annullato in qualsiasi momento per un motivo qualunque. La KFTC dichiarò che credeva che tali cambiamenti «risulteranno in una cultura dei contratti più equa tra apprendista e agenzia nell'industria dell'intrattenimento». I regolamenti vennero applicati inizialmente solo alle otto agenzie coinvolte, per poi essere estesi a tutte nel 2018. Nel settembre 2019 il Ministero della cultura, dello sport e del turismo approvò un nuovo tipo di contratto per gli apprendisti, di durata non superiore a tre anni, facilitando il loro processo di debutto o il trasferimento presso un'altra agenzia; stabilì inoltre che tutte le spese per la formazione sarebbero state a carico della compagnia, e che in cambio l'apprendista si impegnava a non adottare comportamenti potenzialmente problematici dal punto di vista legale o sociale. In precedenza alcune compagnie, ma non tutte, chiedevano agli idol di risarcire almeno in parte i costi dopo aver debuttato, un processo che poteva durare anche due o tre anni, durante i quali gli artisti non avevano guadagni.

### Fandom
Tradizionalmente i fan delle boy band idol sono per la maggior parte di sesso femminile, mentre quelli dei girl group di sesso maschile, ma nella seconda metà degli anni 2000 la fanbase femminile dei girl group è cresciuta significativamente. Alcune fan hanno affermato di essersi avvicinate ai gruppi femminili percependo che restassero coinvolti meno spesso in scandali e incidenti. Rispetto ai fan maschi, le femmine sono più attive, più persistenti e hanno un potere d'acquisto superiore, il che ha spinto sia gli artisti che le loro agenzie a cercarne il sostegno, e un forte fandom femminile è considerato uno degli indicatori di longevità di un artista. Nel periodo di attività della seconda generazione di idol è emersa anche la figura dell'"uncle fan" (삼촌팬?, samchon paenLR), ovverosia un fan uomo di mezz'età, che è andata ad occupare un'ampia porzione della fanbase degli idol. Esistono due punti di vista opposti intorno agli "uncle fan": da una parte, la loro esistenza è considerata un esempio di come l'aumento della libertà favorito dalla democratizzazione abbia permesso lo sviluppo di gusti personali non imposti dalle autorità; dall'altra alcuni la ritengono una sorta di sindrome di Peter Pan dettata dall'incapacità di adattarsi alla società o l'espressione di desideri sessuali verso dei minorenni.

Ssal gibu per la boy band Exo.

I fandom degli idol hanno fatto propria la cultura di "tributo" e "supporto" verso l'artista già riscontrata tra i fan di cantanti come Cho Yong-pil, partecipando comunemente ad attività di beneficenza per sostenere i propri idol. Essi fanno esporre pubblicamente sacchi di riso decorati con fiocchi chiamati ssal gibu (쌀 기부?, in inglese "fan rice"); il riso viene poi donato ai bisognosi. Secondo il Time, per un concerto dei Big Bang vennero donate 12,7 tonnellate di riso da 50 fan club in tutto il mondo. In Corea ci sono imprese dedite alla spedizione del riso dagli agricoltori ai luoghi di esposizione. Altri modi con cui i fan esprimono la loro devozione è inviando il pranzo agli idol durante i loro appuntamenti lavorativi, ed esistono società di catering create appositamente con questo scopo, oppure comprando spazi pubblicitari nelle stazioni della metropolitana. I gesti di apprezzamento dei fan vengono a volte ricambiati dagli idol in forma di regali.
L'avvento dei social media negli anni 2010 ha incrementato il numero di momenti privati condivisi dagli idol, accorciando la distanza psicologica tra loro e i fan. Il rapporto tra le due entità può essere definito una "parentela parasociale", nel senso che, piuttosto che ammirare semplicemente il proprio idolo, gli appassionati creano spesso una connessione familiare con esso, e in alcuni casi anche con altri fan, tramite la partecipazione a fansite e raduni organizzati in occasione di concerti o altre ricorrenze. Nonostante in numerose occasioni questo legame si sviluppi completamente online, ha mostrato di avere effetti positivi sulla resilienza sociale dei fan adolescenti. In virtù della "parentela parasociale", che può essere vista come una partecipazione pro-attiva dei fan alla produzione dei gruppi idol, essi esprimono le proprie opinioni sui trattamenti percepiti come "ingiusti" che alcune agenzie di spettacolo possono riservare ai propri artisti, adottando un atteggiamento protettivo alimentato dalla connessione familiare creatasi con l'idol.
In seguito alla popolarità del talent show Superstar K iniziato nel 2009, sono stati sviluppati programmi televisivi come Produce 101 che hanno permesso ai fan stessi di scegliere gli idol da far debuttare nel mondo dello spettacolo, assegnando loro poteri superiori a quelli di semplici consumatori musicali.
Gli idol danno comunemente un nome al proprio fandom e gli assegnano a volte un colore ufficiale, producendo in seguito merchandise dedicato.

#### Critiche ai fandom
I fandom sono a volte soggetti a critiche da parte dell'opinione pubblica coreana a causa di comportamenti giudicati ai limiti del fanatismo. In particolare, con il termine sasaeng (사생팬?) ci si riferisce a quei fan che fanno degli idol la loro ossessione, e i cui comportamenti estremi sfociano in atti a volte al limite del criminoso, come stalking e invasione della privacy. Secondo le stime dei manager, le celebrità più popolari hanno tra i 500 e i 1 000 sasaeng, e vengono pedinate da un centinaio di essi ogni giorno. È stato riferito che i sasaeng siano generalmente ragazze tra i 17 e i 22 anni, e che il motivo del loro comportamento sia il desiderio di distinguersi dagli altri fan ed essere notati dal loro idolo. I sasaeng non sono da confondersi con gli anti-fan, i quali hanno come obiettivo principale quello di denigrare o boicottare determinati idol o gruppi. I funzionari coreani riconoscono nei sasaeng un problema serio. Una legge introdotta nel febbraio 2016 ha stabilito una pena per stalking pari a 17 000 dollari di multa e fino a due anni di prigione. Alcuni idol hanno reagito ai sasaeng con rabbia, per la quale hanno ricevuto reazioni negative; tra loro sono inclusi i JYJ, Kim Hee-chul dei Super Junior e l'attore Jang Keun-suk.

### Merchandising

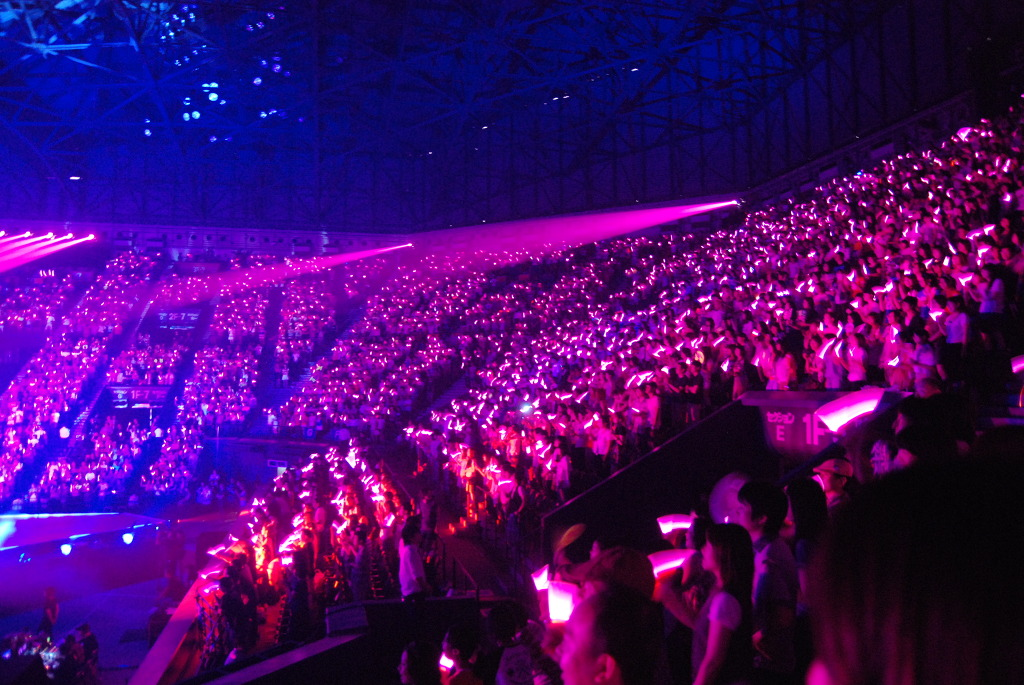
Fan delle Girls' Generation tengono sollevati i lightstick durante un concerto del gruppo.

Alcuni idol riescono a farsi un nome in patria e all'estero non solo grazie alla musica, ma anche grazie agli accordi di sponsorizzazione con aziende, alle apparizioni in spot pubblicitari e al merchandising loro dedicato. La produzione di quest'ultimo è parte integrante dell'attività di un idol, poiché i profitti che ne derivano vanno a coprire spese che non verrebbero altrimenti recuperate soltanto vendendo dischi e dando concerti. Le merci prodotte sono di vario tipo, dal cibo ai vestiti, dai modellini alle tessere per i trasporti pubblici. Il mercato dei gadget a tema idol in Corea ha raggiunto un valore stimato, nel 2017, di 100 miliardi di won all'anno, e la sua crescita è stata attribuita ad un'atmosfera sociale che invita al consumo del surplus per godere di piccoli lussi quotidiani. Taluni criticano tale merchandising, sostenendo che sia troppo caro o di bassa qualità.
Alcuni tra gli idol più popolari hanno degli appositi "lightstick" (응원봉?, eung-wonbongLR; lett. "bacchette d'incoraggiamento"), torce personalizzate di fogge, colori e nomi diversi. I primi lightstick apparvero agli inizi degli anni 2000 come glowstick per mostrare solidarietà verso il proprio artista e distinguersi dagli altri fandom. Il primo lightstick effettivo, avente un design apposito piuttosto che differenziarsi dagli altri soltanto per il colore, fu quello dei Big Bang; da lì si diffusero e la maggior parte degli artisti introdusse il proprio. I lightstick funzionano a batterie e alcuni sono dotati di bluetooth, il che permette di collegarli via app ad un sistema di controllo centrale che, durante i concerti, li sincronizza con la musica e ne cambia in massa i colori per formare scritte ed effetti visivi. Oltre che come oggetti da collezione, i lightstick rappresentano un simbolo di forza e unità tra fan. Mentre sono solitamente utilizzati accesi per esternare supporto verso un idol, nel corso di eventi e concerti collettivi sono stati a volte spenti per mostrare disapprovazione nei confronti dell'artista che si stava esibendo e del suo fandom, creando un cosiddetto "oceano nero".

## Impatto
Nel periodo post-bellico, i cantanti coreani godevano di uno status sociale basso nonostante le loro canzoni fossero popolari tra il pubblico, tuttavia, grazie al massiccio sostegno da parte dei fan, gli idol hanno incominciato a ricevere notevole attenzione anche dai media e hanno assunto negli anni un ruolo iconico all'interno dell'industria musicale nazionale, diventando alcuni tra i principali e più competitivi brand coreani al mondo. La nuova condizione del K-pop come merce da esportazione ha radicalmente modificato la percezione degli artisti musicali presso il pubblico, e la percentuale di bambini che aspiravano a diventare idol è passata dal 9% negli anni Novanta al 38,8% nel 2012. L'ascesa del fenomeno in patria è strettamente legata alla crescita del capitalismo estremo nel Paese a seguito della fine della crisi finanziaria asiatica degli anni novanta. Taluni collegano il crescente sostegno agli intrattenitori K-pop all'han, un concetto culturale tipicamente coreano per il quale viene conferita maggiore legittimità sociale a coloro che hanno successo all'estero rispetto a chi ottiene il medesimo risultato in patria.
Vista l'esplosione del fenomeno a livello globale grazie alla costante crescita della popolarità della cultura coreana, iniziata a fine anni novanta e culminata nei primi anni dieci del XXI secolo, in Corea e in tutta l'Asia quella dell'idol è considerata una carriera che offre nuove possibilità di successo, elevazione dello status sociale e arricchimento. Secondo l'Agenzia delle entrate sudcoreana, nel 2013 il guadagno medio annuale di un idol era di 46,74 milioni di won (circa 42 000 dollari), cifra quasi raddoppiata rispetto al 2010 quando era di 26,97 milioni.
Il reddito degli idol non è legato tanto alla loro popolarità presso il pubblico, quanto alla dimensione del loro fandom, che più è ampio, più garantisce potere di acquisto per album, biglietti per i concerti e merchandise. Siccome i grandi fandom si riuniscono attorno alle agenzie più grosse, il reddito degli artisti è diventato estremamente polarizzato: un'analisi finanziaria dei guadagni di 6.372 cantanti nel 2018 ha evidenziato che il loro reddito era superiore a quello di attori e modelli, ma, grazie alla sua posizione al vertice dell'industria, l'1% aveva percepito 3,4 miliardi di won pro capite (circa 3 milioni di dollari) contro i 64,2 milioni (circa 57 000 dollari) del restante 99%.

### Immagine pubblica
L'immagine pubblica degli idol si costruisce spesso attraverso le reti sociali. La pubblicizzazione del loro percorso di formazione viene usata per trasmettere il messaggio che non è necessario che si abbia del talento innato per diventare una celebrità, quanto piuttosto che basti impegnarsi. Per i fan, gli idol rappresentano un esempio di successo da emulare e una guida morale, perciò, nel caso restino coinvolti in qualche controversia, rilasciano delle scuse pubbliche, in quanto il danno d'immagine può essere significativo anche se le accuse contro di loro fossero prive di fondamento. Gli scandali riguardanti gli idol, infatti, non figurano solo sulle pagine di spettacolo dei quotidiani, ma anche su quelle finanziarie, poiché molte delle compagnie d'intrattenimento più grandi sono quotate in borsa. I fan coreani reagiscono a queste notizie in modo diverso rispetto a quelli internazionali, mostrandosi meno indulgenti. Secondo alcuni commentatori, ciò avviene perché si assumono la responsabilità di promuovere il proprio idol, dedicando impegno e denaro al miglioramento della sua immagine, e sono incoraggiati a sviluppare un rapporto diretto con esso, perciò alcuni iniziano a credere di avere voce in capitolo sulle sue azioni.
A causa delle implicazioni finanziarie delle attività degli idol, anche la loro vita romantica è tenuta in particolare considerazione. Secondo Lee Jong-im, un ricercatore del Centro coreano per la cultura e la società, le agenzie invitano gli apprendisti a non avere relazioni sentimentali per favorire una maggiore concentrazione sulle attività preparatorie e alcune regolano questo aspetto nei propri contratti: la JYP Entertainment, ad esempio, pone un veto di tre anni, trascorsi i quali l'idol può decidere come preferisce. Tale pratica, associata all'idea che una celebrità sentimentalmente impegnata possa perdere la propria popolarità, è stata criticata sia da gruppi di fan che da alcuni osservatori del mercato. A causa dei sasaeng, gli idol trovano difficile rivelare le proprie relazioni personali, in particolare se sono giovani, perciò alcuni preferiscono mantenerle segrete finché non vengono scoperti dai paparazzi.

## Critiche
Alcuni esponenti della scena musicale coreana indipendente e underground hanno messo in dubbio l'autenticità della musica degli idol poiché viene per la maggioranza acquistata da soggetti esterni e non scritta dagli artisti stessi. L'hip hop si scontra con gli idol per diversi aspetti culturali: la mascolinità flessibile di questi ultimi, per la quale gli uomini sono spesso dipinti come carini, femminili o androgini; il preconcetto che non abbiano libertà o controllo sulla musica che fanno; la percezione che i rapper idol rappino non per passione, ma solo perché incapaci di cantare o ballare. È stata però la popolarità degli idol ad attirare l'attenzione del pubblico anche sulle band indie, e ciò ha dato vita a saltuarie collaborazioni tra le due scene musicali. Inoltre, programmi televisivi come Bongmyeon ga-wang (2015) e Girl Spirit (2016) hanno contribuito a mostrare la versatilità degli idol al di fuori del genere dance con il quale sono generalmente associati, mostrando le loro doti artistiche e non solo gli aspetti commerciali della professione.
Alcune testate occidentali hanno criticato il processo di creazione degli idol, definendo agenzie come la SM Entertainment "fabbriche" per il loro metodo di produrre star in massa. Professionisti dell'industria come l'amministratore delegato della SM Entertainment Kim Young-min hanno difeso il sistema, sostenendo che gli apprendisti non fossero diversi dai tipici adolescenti che frequentano dei doposcuola per ripassare per gli esami di ammissione all'università. Bang Si-hyuk, fondatore della Hybe, ha paragonato la formazione degli idol alle ore d'isolamento che le ballerine classiche trascorrono per affinare le proprie abilità. Jackson Wang della boy band Got7 ha espresso un parere positivo sul sistema, affermando che, sebbene «pazzo» e «spietato», fosse «il migliore al mondo», e che aiutasse a tirare fuori il meglio dagli artisti.
Nel luglio 2009 tre membri della boy band TVXQ portarono in aula la SM Entertainment sostenendo che le loro condizioni lavorative avessero avuto effetti sfavorevoli sulla loro salute, e accusandola di sfruttamento per via dell'eccessiva durata del contratto (13 anni) e dell'ingiusta distribuzione dei guadagni. Anche altri gruppi e solisti idol dichiararono che i contratti decennali proposti dalle loro agenzie erano troppo lunghi e restrittivi, e non prevedevano la spartizione dei profitti derivanti dal loro successo. Un dirigente della DSP Media raccontò che la compagnia divideva i proventi con i propri artisti, ma che spesso non restava molto dopo aver coperto i costi. Da allora la Korean Fair Trade Commission e il Ministero della cultura, dello sport e del turismo hanno ciclicamente rivisto i regolamenti e introdotto nuovi contratti a favore degli idol, e a fine 2011 la SM Entertainment risultava essere l'unica compagnia ad essere mai stata denunciata dai propri artisti per le condizioni contrattuali. Le compagnie hanno a volte espresso alcune preoccupazioni verso le nuove norme, in particolare quella che gli apprendisti di un'agenzia potessero recarsi sotto copertura da un'altra per essere formati da essa, poiché essa avrebbe introdotto un nuovo tipo di rischio per le società, giacché preparare gli apprendisti, la cui educazione durava per un periodo medio di tre anni, rappresentava un considerevole investimento economico.